# 筆紋
筆紋（英語：writeprint）由司法語言學家提出，指作者獨特的寫作風格與特徵，概念與指紋類似。寫作特徵通常表現在詞彙的豐富度、句子長度、虛詞的使用、段落架構以及關鍵字的使用等方面。在作品出自一位筆者的情況下，可用來辨識文章作者。
筆紋像數位指紋一樣，有助於指認數位媒體類型的罪犯。